# (37993) 1998 KM8
1998 KM8 (asteroide 37993) é um asteroide da cintura principal. Possui uma excentricidade de 0.20968160 e uma inclinação de 8.90108º.
Este asteroide foi descoberto no dia 23 de maio de 1998 por LONEOS em Anderson Mesa.